# Saison 10 de Bob l'éponge
Chronologie
Saison 9 Saison 11
Cet article présente les épisodes de la dixième saison de la série d'animation télévisée américaine Bob l'éponge diffusée du 15 octobre 2016 au 2 décembre 2017 sur Nickelodeon.
En France, la dixième saison est diffusée du 8 avril 2017 au 7 avril 2018 sur Nickelodeon France.

## Production

### Développement
Le 21 mai 2012 la chaîne de télévision Nickelodeon a confirmé la commande de 37 épisodes pour une dixième saison qui seront diffusés en 2015. Cette saison sera diffusée aux États-Unis sur Nickelodeon après la sortie du deuxième film adapté de la série : Bob l'éponge, Le film : Un héros sort de l'eau.
Le 4 octobre 2016, une étrange rumeur circule sur le web annonçant la discontinuation du dessin animé le 17 octobre 2016, cela inquiétant les fans du dessin animé.
Cette rumeur est finalement fausse et les saisons 10 et 11 ont été confirmées.

## Le film: Un héros sort de l'eau
En décembre 2014, Paul Tibbitt annonce sur twitter que Stephen Hillenburg, créateur de la série allait retourner travailler sur le dessin animé en 2015. Ce dernier n'était plus que producteur exécutif depuis la saison 4. Cette dixième saison est marquée par le départ du personnage Sheldon Plankton, qui réapparaitra toutefois dans la onzième saison comme personnage récurrent.

## Épisodes
| № | #  | Titre français / Titre original                                         | Réalisation     | Scénario       | Première diffusion | Première diffusion | Audiences |
| --- | -- | ----------------------------------------------------------------------- | --------------- | -------------- | ------------------ | ------------------ | --------- |
| 205a | 1a | Les cerveaux tournicoteurs Whirly Brains                                | Fred Osmond     | Mr. Lawrence   | 15 octobre 2016    | 8 avril 2017       | 1,77      |
| Après avoir acheté un nouveau produit appelé «Cerveau tournicoteur», Bob l'éponge et Patrick volent leur cerveau autour comme les drones et ceux accrocher à la mode, jusqu'à ce que leur, ainsi que les cerveaux de nombreux autres sont capturés par un vieil homme grincheux. - Invités : Ed Asner (le vieil homme grincheux) |    |                                                                         |                 |                |                    |                    |           |
| 205b | 1b | Bob l'éponge Sirène Mermaid Pants                                       | John Trabbic    | Kaz            | 29 octobre 2016    | 8 avril 2017       | 2,17      |
| Bob l'éponge et Patrick s'amusent à imiter L'homme sirène et Bernard l'ermite, et M. Krabs et Carlo décident de jouer. |    |                                                                         |                 |                |                    |                    |           |
| 206a | 2a | Échange de maisons Unreal Estate                                        | Brian Morante   | Ben Gruber     | 12 juillet 2017    | 14 octobre 2017    | 1,69      |
| Bob l'éponge craint qu'il est allergique à son ananas alors, Carlo propose d'aider Bob à trouver une nouvelle maison. |    |                                                                         |                 |                |                    |                    |           |
| 206b | 2b | Code Jaune Code Yellow                                                  | John Trabbic    | Andrew Goodman | 12 juillet 2017    | 14 octobre 2017    | 1,69      |
| Carlo prévoit d'obtenir un travail de nez à l'hôpital et Bob l'éponge décide de le suivre. |    |                                                                         |                 |                |                    |                    |           |
| 207a | 3a | La crise d'imitationite aiguë Mimic Madness                             | Brian Morante   | Mr. Lawrence   | 25 février 2017    | 15 avril 2017      | 2,12      |
| Bob l'éponge apprend que « l'imitation est la forme la plus sincère de la flatterie » - dommage que personne ne lui ait dit comment s'arrêter! |    |                                                                         |                 |                |                    |                    |           |
| 207b | 3b | Vers a domicile House Worming                                           | Fred Osmond     | Richard Pursel | 25 février 2017    | 15 avril 2017      | 2,12      |
| Lorsque les vers s'infiltrent dans les trous de Bob l'éponge, c'est à lui de cacher ses nouveaux amis dégoûtant de tout le monde. |    |                                                                         |                 |                |                    |                    |           |
| 208a | 4a | Un bon gros dodo Snooze You Lose                                        | Fred Osmond     | Kaz            | 4 mars 2017        | 15 avril 2017      | 2,12      |
| Carlo est si fatigué que Bob l’éponge et Patrick ne peuvent pas le réveiller, mais ils ne le laisseront pas manquer sa grande audition. |    |                                                                         |                 |                |                    |                    |           |
| 208b | 4b | Des traiteurs croustillants Krusty Katering                             | John Trabbic    | Ben Gruber     | 4 mars 2017        | 15 avril 2017      | 2,12      |
| M. Krabs et son équipe organisent une fête de fantaisie, mais ils pourraient être hors de leur profondeur avec leurs nouveaux clients riches. - Invité : J.K. Simmons (Maestro Mackerel) |    |                                                                         |                 |                |                    |                    |           |
| 209a | 5a | Chez Bob l'éponge SpongeBob's Place                                     | Kelly Armstrong | Kaz            | 1er février 2017   | 22 avril 2017      | 2,27      |
| Bob l'éponge cuisine à la maison, incitant les clients de M. Krabs à quitter son restaurant et à se rendre chez Bob l'éponge. |    |                                                                         |                 |                |                    |                    |           |
| 209b | 5b | Plankton prend la porte Plankton Gets the Boot                          | Fred Osmond     | Ben Gruber     | 1er février 2017   | 22 avril 2017      | 2,27      |
| Karen ne veut plus que Plankton reste au Seau de l'enfer après avoir insulté son nouvel économiseur d'écran, laissant à Bob l'éponge le soin d'apprendre à Plankton comment être une meilleure personne. |    |                                                                         |                 |                |                    |                    |           |
| 210a | 6a | Assurance-vie Life Insurance                                            | Brian Morante   | Kaz            | 8 février 2017     | 22 avril 2017      | 2,13      |
| Un malentendu amène Bob l'éponge et Patrick à tenter de prouver à Carlo que leur assurance-vie les protège de tout danger. |    |                                                                         |                 |                |                    |                    |           |
| 210b | 6b | Sors de ta bulle Burst You Bubble                                       | John Trabbic    | Andrew Goodman | 8 février 2017     | 22 avril 2017      | 2,13      |
| L'école de Mme Puff fait faillite après que Bob l'éponge crée des bateaux à bulles pour tout le monde en ville, ce qui l'a amenée à prendre des cours de conduite de bulles avec Bob l'éponge. |    |                                                                         |                 |                |                    |                    |           |
| 211a | 7a | Plankton prend sa retraite Plankton Retires                             | Fred Osmond     | Mr. Lawrence   | 22 février 2017    | 14 octobre 2017    | 2,07      |
| Après une série de tentatives ratées pour voler la formule, Plankton prétend fermer le Seau de l'enfer en fermant Karen et en enterrant le restaurant. Après avoir apparemment déménagé dans une nouvelle ville, M. Krabs soupçonne qu'il est encore en train de faire quelque chose.                                            |    |                                                                         |                 |                |                    |                    |           |
| 211b | 7b | Le trident infernal Trident Trouble                                     | John Trabbic    | Ben Gruber     | 22 février 2017    | 14 octobre 2017    | 2,07      |
| Bob l'éponge prend accidentellement le trident magique du roi Neptune et le prend pour sa spatule. Il essaie de faire des pâtés avec, mais sa magie incontrôlable mène au chaos à travers la ville |    |                                                                         |                 |                |                    |                    |           |
| 212a | 8a | L'incroyable éponge qui rétrécissait The Incredible Shrinking SpongeBob | Brian Morante   | Mr. Lawrence   | 2 décembre 2017    | 7 avril 2018       | 1,83      |
| Bob l'éponge doit comprendre comment faire son travail après s'être accidentellement rétréci. |    |                                                                         |                 |                |                    |                    |           |
| 212b | 8b | Du sport Sportz?                                                        | John Trabbic    | Andrew Goodman | 19 juillet 2017    | 7 avril 2018       | 1,99      |
| Carlo invente un nouveau sport et Bob l'éponge et Patrick vont l'embêter. |    |                                                                         |                 |                |                    |                    |           |
| 213a | 9a | L'évasion The Getaway                                                   | Brian Morante   | Kaz            | 14 juin 2017       | 24 juillet 2017    | 1,66      |
| Lorsque Bob l'éponge se trompe d'un condamné pour son nouvel instructeur de conduite et aide involontairement le criminel à s'échapper de prison, Mme Puff doit faire équipe avec un chauffeur de fuite pour suivre Bob l'éponge.                                                                                                |    |                                                                         |                 |                |                    |                    |           |
| 213b | 9b | Les objets trouvés Lost and Found                                       | Fred Osmond     | Dani Michaeli  | 14 juin 2017       | 26 juillet 2017    | 1,66      |
| Bob l'éponge se retrouve perdu dans le souterrain perdu du Crabe Croustillant quand il essaie de localiser le jouet disparu d'un enfant. |    |                                                                         |                 |                |                    |                    |           |